# Famille Feydeau
Pour les articles homonymes, voir Feydeau (homonymie).
La famille Feydeau est une famille française originaire de Felletin en l’ancienne province de la Marche connue pour s’être illustrée depuis la fin du XVe siècle dans la magistrature, l’administration et l’Église. On compte parmi ses membres : un garde des sceaux de France, plusieurs conseillers d’État, intendants, membres de Cours souveraines et autres officiers de justice et finances, mais aussi de nombreux ecclésiastiques et militaires. Elle s’est divisée en plusieurs branches, certaines restées marchoises, d’autres établies au fil des emplois et des mariages en Bourbonnais et Île-de-France, puis en Bretagne, Champagne et Lorraine, etc., qui s’illustrèrent à titres divers et accédèrent presque toutes à la noblesse aux XVIIe et XVIIIe siècles.
De cette famille, seule subsiste la branche marchoise des Feydeau de Saint-Christophe, possessionnée à partir de 1729 à Saint-Christophe en Angoumois et anoblie (relief) en 1771,,.
À ce jour, il n’y a pas de lien généalogique connu (bien que probable) entre l’une ou l’autre de ses branches bourbonnaises et la famille des auteurs dramatiques Ernest et Georges Feydeau également originaire du Bourbonnais.
Par ailleurs, cette famille est distincte des familles homonymes Feydeau de la province du Poitou, possessionnées à Romagne (La Millière) et Persac (La Mothe), Queaux (Ressonneau), Roumazières-Loubert (Peyras), etc., de noblesse médiévale et éteintes.

## Origine
Originaires de Felletin où ils sont cités dès 1423, les Feydel (langue d’oc), Feydelli (en latin) ou Feydeau (langue d’oïl) sont mentionnés au XVe siècle en tant qu’habitants et bourgeois de cette ville de l’ancien comté de la Marche,,.
À la fin du XVe siècle, les fils de Thomas Feydeau (né vers 1430, + après 1496), habitant de Felletin et premier degré fiable de la généalogie,,, réalisent une importante ascension sociale grâce à leurs études universitaires et au patronage du duc Pierre II de Bourbon, comte de la Marche. Ces frères sont à l’origine des principales branches de la famille Feydeau. Leurs emplois et services ont été récapitulés par le fils de l’un d’entre eux dans sa préface à la  Repetitio in cap. Raynutius, de testamentis,, ouvrage de droit du jurisconsulte Guillaume Benoît (1455-1516), professeur à l’université de Cahors, publiée en 1523 :

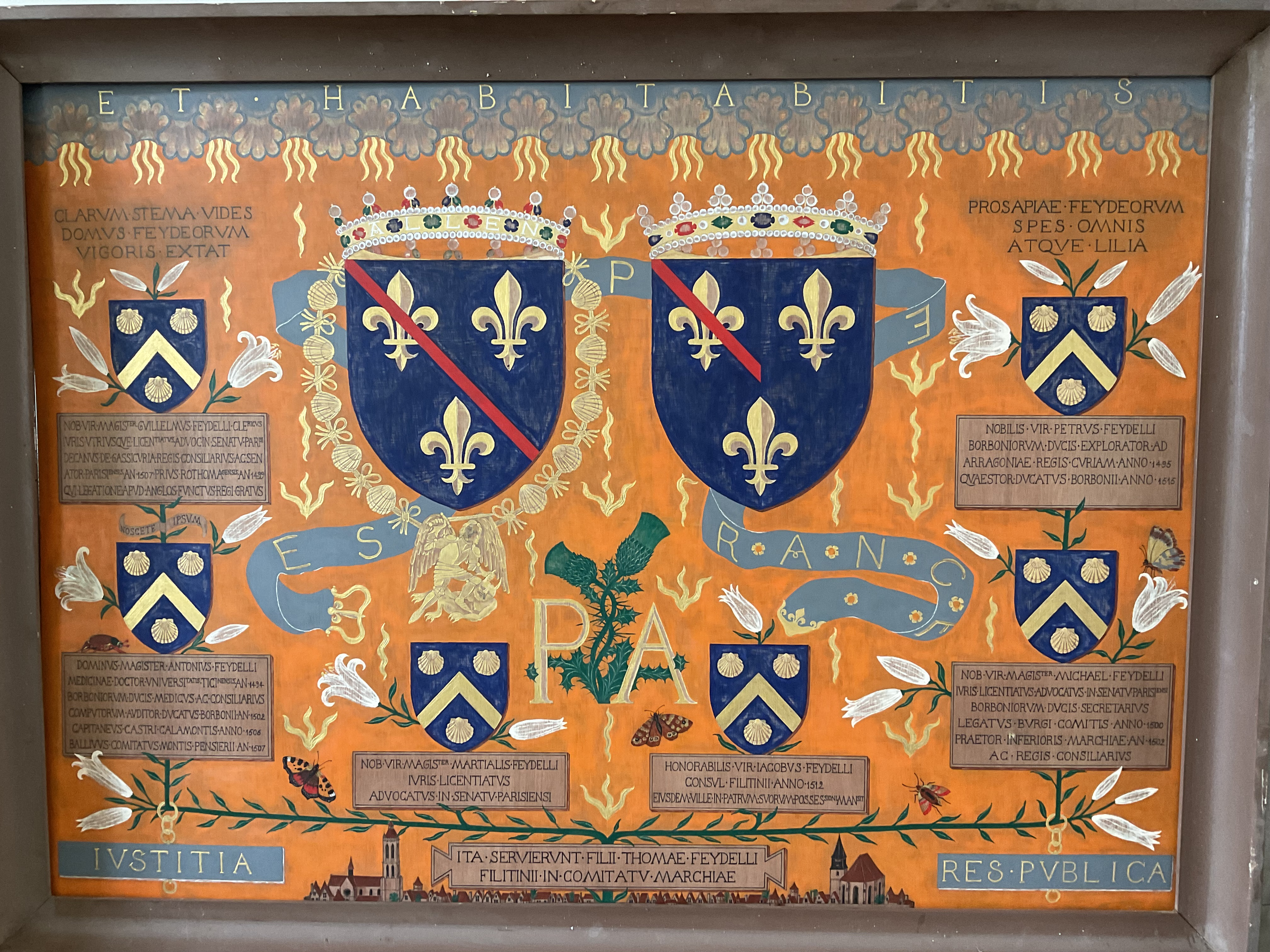
Illustration moderne de la préface de la Repetitio, ouvrage du jurisconsulte Guillaume Benoît (1455-1516)

- Guilielmum Feydeum […] in iam dicto parlamento […] consiliarium : Guillaume Feydeau (+ en 1520), clerc, licencié en droit civil et en droit canon, prieur de Gassicourt (bénéfice situé à Mantes-la-Jolie), avocat au parlement de Paris, l’un des trois assesseurs au procès en annulation du mariage de Louis XII avec Jeanne de France en 1498, conseiller-clerc au parlement de Rouen nouvellement créé (1499), puis au parlement de Paris en 1507.
- Antonium Feydeum Borboniorum ducis medicum : Antoine Feydeau (+ en 1518), docteur en médecine, médecin de Pierre II de Bourbon qui fonda la branche bourbonnaise des Feydeau de Rochefort ;
- Martialem Feydeum […] iuris licentiatum : Martial Feydeau, licencié ès lois, avocat au parlement de Paris, père de Claude Feydeau, également licencié ès lois et avocat au même parlement, auteur de la préface à la Repetitio de Guillaume Benoît.
- Jacques Feydeau (père d’autre Jacobi Feydeau iurium auditoris auteur d’une pièce en vers insérée à la Repetitio de Guillaume Benoît à la suite de la préface de son cousin Claude Feydeau) qui demeura à Felletin et qui en fut vraisemblablement le consul mentionné en 1512 avec trois autres bourgeois de la ville[5]. Il est l’auteur des branches restées felletinoises des Feydeau de La Roche, du Noncelier et Gioux, ainsi que des branches parisiennes des Feydeau de Brou, Calende, Vaugien, Eronville, Marville, etc. ;
- Michaëlem Feydeum […], iurius licentiatum, advocatum quondam in supremo Parisiensi […] parlamento […] nunc Marchiacensis provinciae praesidentem : Michel Feydeau, licencié ès lois, avocat au parlement de Paris, secrétaire de Pierre II de Bourbon qui l’envoya en 1502 en tant que juge ou président & lieutenant général en la sénéchaussée de la Basse Marche où il fonda à Bellac la branche des Feydeau de Saint-Christophe ;
- Petrum […], illusque ducis […] thesaurarium : Pierre Feydeau (+ vers 1546), entra lui-aussi au service de Pierre II de Bourbon puis fut trésorier du Bourbonnais (1515) à Moulins. Il fut l’auteur des branches bourbonnaises puis lorraines des Feydeau de Clusors, Lépaud, La Pommeraye, Demou, Bellange, etc. ;

Ayant intégré l’administration de la principauté des ducs de Bourbon à la fin du XVe siècle, puis l’administration royale avec le rattachement du Bourbonnais à la couronne de France en 1531, les Feydeau se succédèrent sur plusieurs générations dans ces emplois et offices de justice et finances. Ils accédèrent ainsi à la noblesse (par charge, maintenue ou relief, suivant les branches) aux XVIIe et XVIIIe siècles, époque où il devint admis que cette manière de servir le roi et l’état conféré par l’exercice de ces fonctions publiques n’étaient pas incompatibles avec la noblesse. Les Feydeau étaient de noblesse de robe.

## Branches principales

### Branche bourbonnaise des seigneurs de Rochefort (éteinte auXVIIesiècle)
La branche bourbonnaise des Feydeau de Rochefort est une lignée d’officiers de judicature et de finance qui s’éteignit au XVIIe siècle.
- Fondateur : Antoine Feydeau (+ en 1518), écolier en la faculté de médecine de Paris (1485-1486)[14], licencié et docteur en médecine de l’université de Pavie le 4 novembre 1494[15], médecin & conseiller de Pierre II de Bourbon, son épouse Anne de France et de leur fille Suzanne[14],[16], qui entra en possession du fief de Rochefort à Besson[17], non loin de Moulins.
- Personnalités :
  - son fils André Feydeau, juge-châtelain de Moulins, Bessay et Pougny[18], fut l’un des représentants du tiers état du Bourbonnais aux États généraux de 1560 tenus à Orléans, avec son cousin Jean Feydeau, de la branche de Clusors[19].
  - Mathieu Feydeau (1616-1694), filleul de Mathieu Molé (1584-1656), prêtre (1644), docteur en théologie de la Sorbonne (1645), fut en son temps l’un des célèbres représentants du Jansénisme en France. Exclu de la Sorbonne en 1656 pour son soutien à Arnauld, soutien de Port-Royal où il se retira un temps, il mourut exilé à Annonay. Il fut l’auteur de plusieurs ouvrages dont un Catéchisme de la grâce et Méditations sur les principales obligations du chrétien[20],[21].
- Demeures/Fiefs : hôtel Feydeau (dit aussi Maison de Jeanne d’Arc) à Moulins, château de Rochefort à Besson, Demou à Trévol, etc.

### Branche restée felletinoise des seigneurs de La Roche, du Noncelier, Gioux, etc. (éteinte)
Cette branche est constituée de la descendance de Jacques Feydeau qui demeura à Felletin, ville d'origine de la famille. Elle s'y maintint en état de bourgeoisie tout en tenant fiefs autour de Felletin, donnant des consuls et officiers de judicature & de milice à cette ville. Cette branche s'y éteignit au XVIIIe siècle.
- Fondateur : Jean Feydeau, l'un des fils de Jacques Feydeau (vraisemblablement consul de Felletin en 1512) ;
- Personnalités : Françoise Feydeau (1669-1718), vénérable du diocèse de Limoges, fondatrice des Sœurs de l’Instruction chrétienne à Felletin (1693), en l’honneur de laquelle l’ancienne rue du Treix de Felletin fut baptisée du nom de Feydeau au XVIIIe siècle[22] ;
- Demeures / Fiefs : logis de La Roche à Saint-Quentin-la-Chabanne et de Ronteix à Gioux, Le Noncelier à La Nouaille, fief de Gioux, etc.

### Branches parisiennes de Brou, Calende, du Plessis, Bois-le-Vicomte, etc. (éteintes)
Cette branche est constituée de la descendance de Jacques Feydeau qui quitta Felletin pour s'établir à Paris où elle effectua une importante ascension sociale en tenant des offices de finances, puis la ferme générale des aides & des gabelles et la trésorerie de l'Epargne au tout début du XVIIe siècle.

#### Rameaux de Brou, Calende, du Plessis, etc.
Les Feydeau de Brou ont notamment formé une importante lignée d’intendants et de conseillers d’État. Ce rameau s'éteignit en 1943 à la mort de sa dernière représentante : la marquise de Saint-Paul.
- Fondateur : Joseph Feydeau, receveur des tailles de l'élection de Soissons[10], l'un des fils de Jacques Feydeau (vraisemblablement consul de Felletin en 1512) ;
- Personnalités :
  - Henri Feydeau de Brou (1653-1706), aumônier ordinaire de Louis XIV puis évêque d'Amiens ;
  - Paul-Esprit Feydeau de Brou (1682-1767), garde des sceaux de France en 1762 sous Louis XV ;
  - Charles-Henri Feydeau de Brou (1754-1802) intendant, conseiller d'État, puis président de la Cour des Aides (1798) ;
  - Eugénie Aglaé Adèle Sapey, marquise de Brou (1827-1913), salonnière et mélomane française ;
  - Diane Feydeau de Brou, marquise de Saint-Paul (1848-1943), bienfaitrice, pianiste et salonnière française, chevalier de la Légion d'honneur ;
  - Anne Marguerite Feydeau (rameau du Plessis) (1722-1798), abbesse de Willencourt, cousine du chevalier de La Barre qu'elle tenta vainement de sauver de sa condamnation à mort.
- Demeures / Fiefs :
  - l'ancien hôtel Feydeau de Brou : à Paris au 44, rue Sainte-Croix-de-la-Bretonnerie, habité par les Feydeau de Brou au XVIIe siècle ;
  - le nouvel hôtel Feydeau de Brou : également à Paris au 13, rue de l'Université, édifié par cette famille au début du XVIIIe siècle ;
  - l'hôtel Feydeau du Plessis ou Feydeau-Duplessis (précédemment hôtel d'Ormesson) : à Paris au 5 de l'ancienne rue du Chaume (actuelle rue des Archives), résidence parisienne aux XVIIe et XVIIIe siècles des Feydeau, seigneurs du Plessis-Saint-Antoine (Le Plessis-Trévise) ;
  - l'hôtel Feydeau de Montholon : à Paris au 2, rue Séguier, dont l'une des façades borde la Seine ;
  - châteaux de Brou à Brou-sur-Chantereine, Trancault, des Agneaux à Ozoir-la-Ferrière, etc.
- Principe de noblesse : secrétaire du roi en 1608[23]
- Titre : marquis de Brou en 1761 (éteint en 1882)
- Honneurs : entrées de la chambre du roi en 1783 (en faveur de Charles-Henri Feydeau de Brou)

#### Rameau de Bois-le-Vicomte (éteint auXVIIesiècle)
- Personnalité : Antoine Feydeau (+ en 1627), receveur des tailles de l'élection de Noyon (1599), puis receveur général des finances à Amiens (1601) & Poitiers (1604), fermier général des aides (1611) puis des gabelles (1622), enfin trésorier de l'Épargne (1622), seigneur de Bois-le-Vicomte, qui maria sa fille en 1622 à Timoléon de Daillon, comte du Lude et familier de Louis XIII, et fit une banqueroute retentissante en 1626[10].
- Demeures / Fiefs : château de Bois-le-Vicomte

### Branches parisiennes de Marville, Vaugien, d’Eronville, du Plessis-Nizon, etc. (éteintes)
Cette branche est constituée de la descendance de Jacques Feydeau qui quitta également Felletin pour s'établir à Paris et occuper différentes positions au sein du parlement de Paris

#### Rameau de Marville
Cette branche s'éteignit en 1787 avec Claude-Henry Feydeau de Marville.
- Fondateur : Guillaume Feydeau, procureur au parlement de Paris, l'un des fils de Jacques Feydeau (vraisemblablement consul de Felletin en 1512) ;
- Personnalité : Claude-Henry Feydeau de Marville (1705-1787), lieutenant général de police de Paris et conseiller d'État sous Louis XV  et Louis XVI ;
- Demeures / Fiefs :
  - l'ancien hôtel Feydeau de Marville (anciennement maison du Grand Henry, puis hôtel de Montbrun), sis au 19, place des Vosges, résidence des Feydeau de Marville de 1712 à 1754 ;
  - le nouvel hôtel Feydeau de Marville, ou hôtel de Marville (précédemment hôtel d'Avejan), au 53, rue de Verneuil, qui fut la propriété de Claude-Henry Feydeau de Marville de 1770 à 1787, puis des Feydeau de Brou
  - châteaux de Gien, Dampierre-en-Burly, etc.
- Principe de noblesse : maintenue en 1631
- Titres : seigneur du comté de Gien et du marquisat de Dampierre-en-Burly[24], domaines qui furent ensuite transmis aux Feydeau de Brou.
- Honneurs : entrées de la chambre du roi en 1766 (en faveur de Claude-Henry Feydeau de Marville)

#### Rameaux de Vaugien, d’Eronville, du Plessis-Nizon, etc.
De ce rameau sont issus les 2 chevaliers de Malte de la famille Feydeau. Les Feydeau de Vaugien ont notamment donné leur nom à la rue Feydeau à Paris au tout début du XVIIIe siècle en tant que co-seigneurs indivis du fief parisien de la Grange-Batelière au XVIIe siècle, sur le territoire duquel cette rue fut tracée. Une branche est bretonne de 1690 à 1798, à Nizon, sur les bords de l'Aven en Finistère Sud, les Feydeau du Plessis-Nizon.
- Personnalités : Louis Feydeau de Vaugien, reçu dans l'ordre de Saint-Jean de Jérusalem à Malte en 1647 (la même année qu'Anne Hilarion de Costentin de Tourville)[26], qui mourut en 1722 grand croix de l'ordre, grand bailli de La Morée et commandeur de Saint-Jean de Latran (commanderies parisiennes de l'ordre) et de Saint-Étienne de Renneville[27].
- Demeures / Fiefs : châteaux de Vaugien, d'Eronville à Saint-Germain-le-Gaillard (Eure-et-Loir), Courcelle à Gif-sur-Yvette, manoir du Plessis-Nizon à Nizon (Finistère), etc. (à noter la présence des armoiries Feydeau dans la chapelle de Trémalo, lieu de leurs sépultures, à Nizon)[25]
- Principe de noblesse : secrétaire du roi en 1629[28]

### Branche marchoise des Feydeau de Saint-Christophe (subsistante)
Lignée bellachonne de juges, d’avocats et d’officiers de milice bourgeoise.
- Fondateur : Michel Feydeau, licencié ès lois, avocat, secrétaire du duc Pierre II de Bourbon envoyé en 1502 en Basse Marche en tant que juge ou président & lieutenant général de la sénéchaussée.
- Personnalités :
  - François Feydeau de Saint-Christophe (1735-1782), lieutenant-colonel au régiment d'Armagnac-infanterie et gouverneur de l'Île Saint-Vincent (Antilles) sous Louis XVI, chevalier de Saint-Louis (1771), officier supérieur qui participa notamment à la guerre de Sept Ans puis à la Guerre d'indépendance des États-Unis. Il est le membre d'origine de la branche des Feydeau de Saint-Christophe à la Société des Cincinnati (branche française)[29] ;

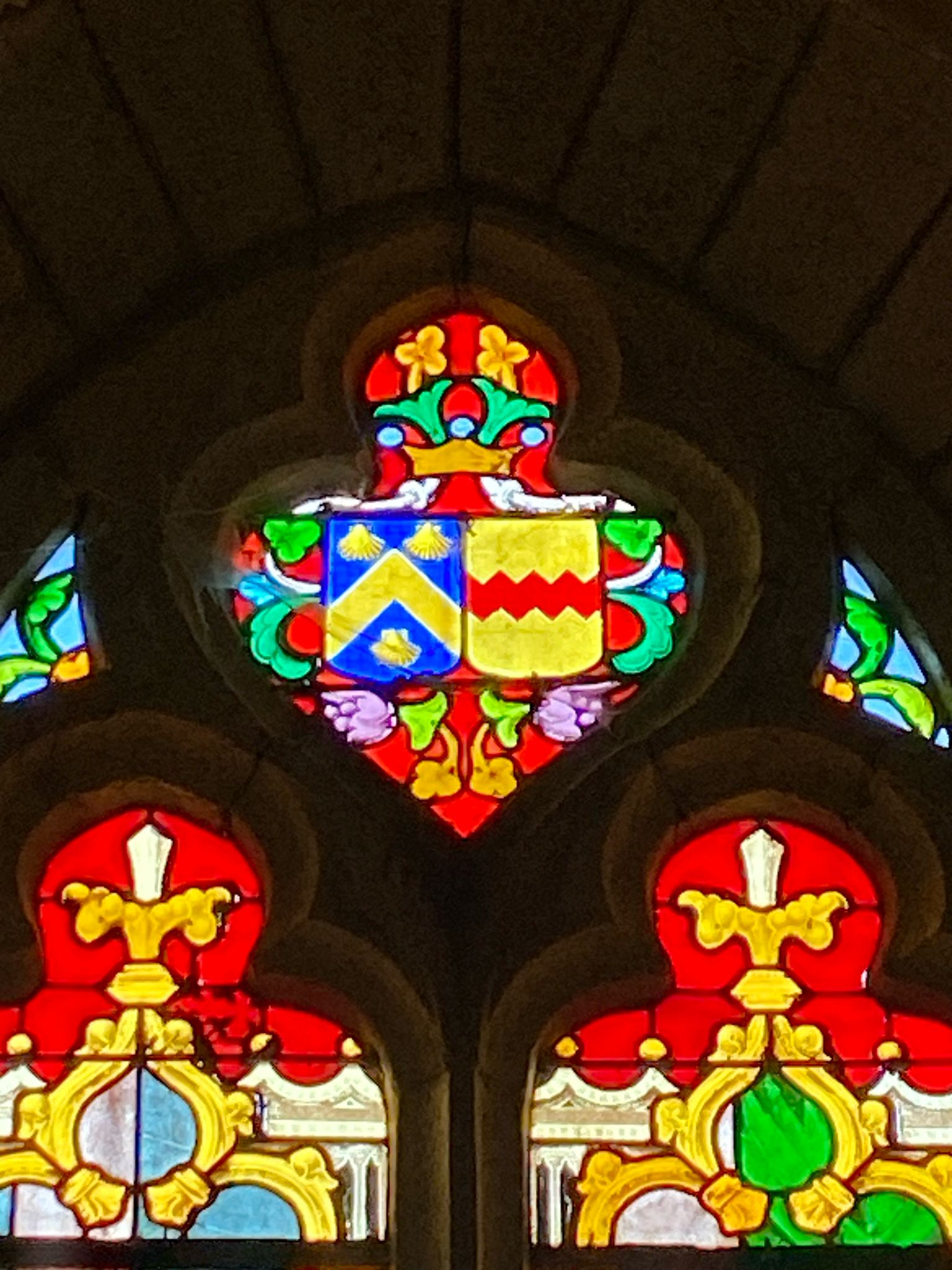
Armoiries Feydeau de Saint-Christophe et Léon de Tréverret, vitrail du transept Nord de l'église de Trégrom

  - Armoiries Feydeau de Saint-Christophe et Léon de Tréverret, vitrail du transept Nord de l'église de TrégromHenri de Feydeau de Saint-Christophe (1847-1936), contrôleur général de l'administration de l'armée, polytechnicien (X 1867), officier du Génie, général de brigade, commandeur de la Légion d'honneur, médaille commémorative de la guerre de 1870, commandeur de l'ordre du Nichan Iftikhar[30]. Ses armoiries et celles de sa femme Fanny Léon de Tréverret (mariés en 1874) sont présentes dans l'église de Trégrom, (cf. image ci-contre) ;
  - Élisabeth de Feydeau (1966), née Mabille de Poncheville, historienne, spécialiste des parfums.
- Principe de noblesse : lettre de relief de noblesse en 1771[1],[2],[3],[31],[32].
- Société des Cincinnati (branche française)
- Demeures / Fiefs : château de Saint-Christophe à Saint-Christophe (Charente), manoir du Gouer à Trégrom, manoir du Dognon à Lesterps, hôtel de Feydeau-Sautereau à Confolens, etc.

### Branches bourbonnaises de Clusors, Chevray, Segange, etc. puis lorraine de Bellange (éteintes)
- Fondateur : Pierre Feydeau (+ vers 1546). Il entra lui-aussi au service du duc Pierre II de Bourbon qui l'envoya en tant qu’espion à la cour de Ferdinand le Catholique (1495)[33]. Trésorier du Bourbonnais (1515-1522)[34].
- Personnalités : Antoine Feydeau (vers 1658 - 1741), prieur-général de l'Ordre des Carmes puis évêque de Digne ;
- Principe de noblesse : maintenues en 1599
- Demeures / Fiefs : châteaux de Clusors, Lépaud et des Vesvres à Saint-Menoux, de Chevray à Chézy (Allier), Segange, La Pommeraye à Agonges, Demou à Trévol, Mirebeau, Bellange à Bellange (Moselle), La Cour-en-Chapeau, Marcellange à Saint-Léon (Allier), etc.

## Odonymie
À Felletin, la famille Feydeau a donné son nom à une rue ainsi qu’à une voie de la ville dont elle est originaire et où elle est possessionnée depuis le XVe siècle.
À Paris, en tant qu'anciens (co)seigneurs indivis du fief parisien de la Grange-Batelière aux XVIIe et XVIIIe siècles, les Feydeau de Vaugien ont donné leur nom à la rue Feydeau sur le territoire duquel cette rue a été tracée.
Un membre de cette même branche des Feydeau, seigneurs de Vaugien (Saint-Rémy-lès-Chevreuse) et de Courcelle (Gif-sur-Yvette), donna par ailleurs son nom à une rue de Gif-sur-Yvette : allée Louise "Élisabeth de Feydeau", prieure de l'abbaye royale Notre-Dame du Val-de-Gif au XVIIIe siècle.
À Nantes, Paul-Esprit Feydeau de Brou, intendant de Bretagne lors de l'incendie de Rennes de 1720 et la conspiration de Pontcallec, donna son nom au XVIIIe siècle à l'Île Feydeau. Son nom fut également donné à une rue de Rennes (depuis disparue pour agrandir la Place de l’Hôtel de Ville) ainsi qu’à une rue de Saint-Malo.

## Pour approfondir